# Verzorgingsplaats De Sprang
Verzorgingsplaats De Sprang is een  Nederlandse verzorgingsplaats, gelegen aan de noordzijde van de A59 in de richting Oss-Serooskerke tussen afritten 37 en 36 in de gemeente Waalwijk.
Aan de andere kant van de snelweg ligt even verderop verzorgingsplaats Labbegat.
Richting Oss: De Tille · Keizershof · Den Hoek · Hespelaar · Labbegat · De Lucht
Richting Serooskerke: De Geffense Barrière · De Sprang · Steelhoven · Streepland · Bazius · De Fendert · De Tille